# Metschnikowia similis
Metschnikowia similis är en svampart som beskrevs av Lachance & J.M. Bowles 2004. Metschnikowia similis ingår i släktet Metschnikowia och familjen Metschnikowiaceae.   Inga underarter finns listade i Catalogue of Life.